# 17β-Hydroxysteroid-Dehydrogenase Typ 7
Die 17β-Hydroxysteroid-Dehydrogenasen Typ 7 (HSD17B7) sind Enzyme, die Estron in Estradiol und Zymosteron in Zymosterin umwandeln (Enzymaktivität 3β-Ketosteroid-Reduktase). Die erste Reaktion ist ein Teilschritt der Estrogenbiosynthese und die zweite ein Schritt in der Cholesterinbiosynthese. HSD17B7 kommt in Säugetieren vor, und beim Menschen gibt es drei Isoformen. HSD17B7 ist eine von elf beim Menschen bekannten Hydroxysteroid-17β-Dehydrogenasen.
Die Umwandlung von Estron in Estradiol durch HSD17B7 findet bei Nagetieren und beim Menschen vor allem im Gelbkörper statt, in dem die anderen Estradiol-17β-Dehydrogenasen (HSD17B1 und HSD16B12) nicht exprimiert werden. Die Ketosteroid-Reduktase-Aktivität ist vor allem in der menschlichen Plazenta und bei der Fetalentwicklung für die Bildung von Cholesterin unverzichtbar. Ein durch Gentechnik erzieltes Ausschalten von HSD17B7 (Gen-Knockout) führt zu Letalität in utero. Die Mäuseföten sterben, weil sie im Gehirn kein Cholesterin bilden können.
Das HSD17B7-Gen befindet sich beim Menschen auf Chromosom 10 Genlocus p11.2. Es umfasst etwa 22 kBasen und enthält 9 Exone.
HSD17B7 unterscheidet sich von anderen HSD17B-Enzymen durch eine weitere Schleife, die dem Molekül zu einem weiteren Namen verhilft: Prolaktin-Rezeptor-assoziiertes Protein.

## Katalysierte Reaktionen
+ NADPH/H+ {\displaystyle \rightleftharpoons }  + NADP+
Estron wird zu Estradiol umgesetzt.
 + NADPH/H+ {\displaystyle \rightleftharpoons }  + NADP+
Zymosteron wird zu Zymosterin hydriert. In einem weiteren Schritt der Cholesterinbiosynthese wird Methylzymosteron zu Methylzymosterin reduziert.